# Vaterpolo klub Partizan
El VK Partizan (Ватерполо клуб Партизан) és un club de waterpolo de la ciutat de Belgrad, a Sèrbia. És una de les seccions del club poliesportiu JSD Partizan.
Amb 7 títols de campió d’Europa (l'últim el 2011), el VK Partizan és el segon equip europeu amb més èxit en la història del waterpolo juntament amb el Mladost i darrere del Pro Recco amb 8 títols.

## Palmarès
- Lliga de Campions
  - Campions (7): 1963/64, 1965/66, 1966/67, 1970/71, 1974/75, 1975/76, 2010/11
  - Finalistes (3): 1964/65, 1972/73, 1979/80
- Copa LEN
  - Campions (1): 1997/98
  - Finalistes (1): 2004/05
- Recopa d'Europa
  - Campions (1): 1990/91
- Supercopa d'Europa
  - Campions (2): 1991, 2011
  - Finalistes (1): 1976
- Copa COMEN
  - Campions (1): 1989
- Lliga sèrbia: 
  - Campions (9): 2007, 2008, 2009, 2010, 2011, 2012, 2015, 2016, 2017, 2018
- Copa sèrbia
  - Campions (9): 2007, 2008, 2009, 2010, 2011, 2012, 2016, 2017, 2018
- Lliga serbo-montenegrina: 
  - Campions (2): 1995, 2002
- Copa serbo-montenegrina: 
  - Campions (4): 1993, 1994, 1995, 2002
- Lliga iugoslava
  - Campions (17): 1963, 1964, 1965, 1966, 1968, 1970, 1972, 1973, 1974, 1975, 1976, 1977, 1978, 1979, 1984, 1987, 1988
- Copa iugoslava
  - Campions (12): 1973, 1974, 1975, 1976, 1977, 1979, 1985, 1987, 1988, 1990, 1991, 1992